# Hungund
Hungund är en ort i Indien.   Den ligger i distriktet Bagalkot och delstaten Karnataka, i den södra delen av landet, 1 400 km söder om huvudstaden New Delhi. Hungund ligger 539 meter över havet och antalet invånare är 19 036.
Terrängen runt Hungund är platt, och sluttar norrut. Runt Hungund är det ganska tätbefolkat, med 239 invånare per kvadratkilometer. Närmaste större samhälle är Ilkal, 12,8 km sydost om Hungund. Trakten runt Hungund består till största delen av jordbruksmark.